# Championnat des îles Vierges britanniques de football
Le championnat de football des îles Vierges britanniques, est la principale compétition footballistique, créée en 2009. Le championnat se déroule sous forme d'une poule unique avec les meilleures équipes des îles de Tortola et de Virgin Gorda. Auparavant, les deux îles avaient chacune leur propre championnat, qui coexistaient de manière parallèle et sacraient donc deux champions par saison.

## Palmarès
- 2009-2010 : Islanders FC
- 2010-2011 : Islanders FC
- 2011-2012 : Islanders FC
- 2012-2013 : Islanders FC
- 2013-2014 : Islanders FC
- 2014-2015 : Non disputé
- 2015-2016 : Non disputé
- 2016-2017 : Islanders FC
- 2018 : One Love United (en)
- 2019-2020 : Islanders FC
- 2021 : Sugar Boys (en)
- 2021-2022 : Sugar Boys (en)
- 2022-2023 : One Love United (en)